# Gymnascella
Gymnascella — рід грибів родини Gymnoascaceae. Назва вперше опублікована 1884 року.
Українська біологиня Бухало Ася Сергіївна описала новий вид для науки облігаторного сумчастого морського гриба Gymnascella marismortui Buchalo під час дослідження Мертвого моря.